# گریگ (دهانه)
گریگ یک دهانه برخوردی در ماه است.

## دهانه‌های اقماری
این دهانه ۱ دهانه اقماری دارد.
| Grigg | عرض جغرافیایی | طول جغرافیایی | قطر          |
| ----- | ------------- | ------------- | ------------ |
| P     | ۱۱٫۴° N       | ۱۳۱٫۱° W      | ۳۲٫۰ کیلومتر |